# Imre Rajczy
Imre Rajczy (* 8. November 1911 als Imre Rasztovich in Szombathely; † 31. März 1978 in Buenos Aires) war ein ungarischer Fechter.
Rajczy war Mitglied der ungarischen Fecht-Mannschaft bei den Olympischen Spielen 1936 in Berlin und gewann dort mit dem Säbelteam Gold. Nach dem Zweiten Weltkrieg wanderte er nach Argentinien aus.